# Genhe

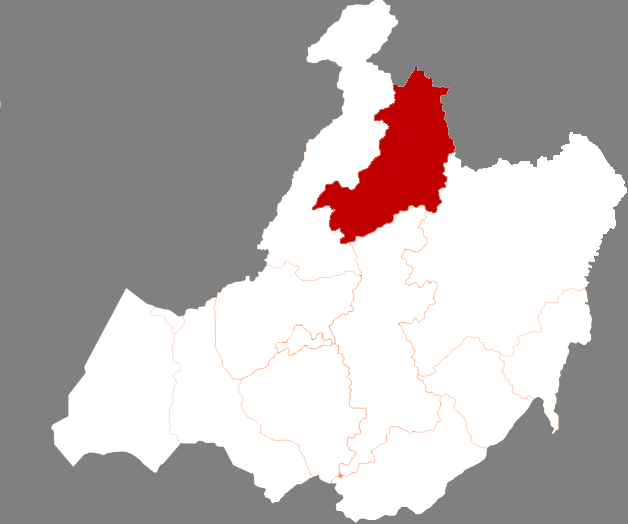
Lage Genhes in Hulun Buir

Genhe (chinesisch 根河市, Pinyin Gēnhé Shì; mongolisch ᠭᠡᠭᠡᠨ ᠭᠣᠤᠯ ᠬᠣᠲᠠ Gegen Ɣool qota) ist eine kreisfreie Stadt des Autonomen Gebietes Innere Mongolei in der Volksrepublik China. Sie gehört zum Verwaltungsgebiet der bezirksfreien Stadt Hulun Buir. Genhe hat eine Fläche von 19.659 km² und zählt 170.000 Einwohner (2004).
Die Stadt Genhe darf nicht mit dem im chinesischen gleichnamigen Fluss Gen He (根河) – einem Nebenfluss des Oberlaufs des Ergun (Argun) – verwechselt werden.

## Administrative Gliederung
Auf Gemeindeebene setzt sich Genhe aus drei Straßenvierteln, vier Großgemeinden und einer Nationalitätengemeinde zusammen. Diese sind:
| Straßenviertel Hedong (河东街道); Straßenviertel Hexi (河西街道); Straßenviertel Sengonglu (森工路街道); Großgemeinde Alongshan (阿龙山镇); | Großgemeinde Delbur (得耳布尔镇); Großgemeinde Jinhe (金河镇); Großgemeinde Mangui (满归镇); Gemeinde Olguya der Ewenken (敖鲁古雅鄂温克族乡). |